# Samnit (gladiator)

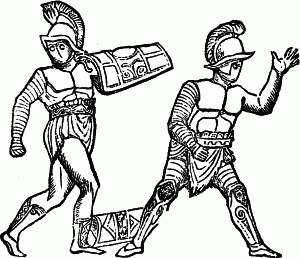
Doi samniţi

Un samnit (latină: Samnis, plural Samnites) era un gladiator roman care lupta cu un echipament echivalent cu al unui războinic samnit: o sabie scurtă (gladius), un scut rectangular (scutum), ocrea și un coif.